# Mille Dinesen
Mille Dinesen (født 17. marts 1974) er en dansk skuespillerinde. Hun er døbt Marie Emilie Sørensen.
Mille Dinesen er uddannet ved Statens Teaterskole i 2004.
Hun spiller hovedrollen Nynne i filmen og tv-serien af samme navn fra henholdsvis 2005 og 2006. I 2012 spillede hun hovedrollen i Rita på TV 2. Hun har også spillet mindre roller i f.eks. DR's dramaserie Borgen.
I 2016 deltog hun i sæson 13 af Vild med dans sammen med Mads Vad, hvor de fik en andenplads.
I 2021 var hun en af de fire detektiver i tv-konkurrencen Hvem holder masken? på TV 2.

## Filmografi

### Film
| År   | Titel                               | Rolle              | Noter  |
| ---- | ----------------------------------- | ------------------ | ------ |
| 2005 | Nynne                               | Nynne              |        |
| 2006 | Sprængfarlig Bombe                  | Pernille Jepsen    |        |
| 2007 | Cecilie                             | Mette              |        |
| 2008 | Kung Fu Panda                       | Tiger              | Stemme |
| 2009 | Storm                               | Sofie              |        |
| 2009 | Simon & Malou                       | Søs                |        |
| 2010 | Min søsters børn vælter Nordjylland | Fru Flinth         |        |
| 2010 | Bølle Bob - Alle tiders helt        | Rektoren           |        |
| 2011 | Alle for en                         | Niemeyers kone     |        |
| 2012 | Rita                                | Rita               |        |
| 2012 | Min Søsters børn - Alene hjemme     | Fru Flinth         |        |
| 2013 | Min søsters børn i Afrika           | Fru Flinth         |        |
| 2014 | Copenhagen                          | Effys mor          |        |
| 2014 | LEGO Filmen                         | Grafittitøsen/Lucy | Stemme |
| 2015 | Sorgenfri                           | Pernille           |        |
| 2016 | Swinger                             | Iris               |        |
| 2019 | Jagtsæson                           | Eva                |        |
| 2019 | Hacker                              | Ingrid             |        |
| 2020 | Rita - 2012-2020                    | Rita               |        |
| 2022 | Tag min hånd                        | Maja               |        |
| 2023 | bytte bytte baby                    | Cecilie            |        |
| 2024 | Graverne                            | Liv                |        |

### Tv-serier
- Nynne (2006) - Nynne
- Borgen (2010-13; afsnit 13-16, 19 & 20) - Cecilie Toft
- Den som dræber (2011; afsnit 10) - Signe
- Rita (2012-20) - Rita

## Privat
I et afsnit af Natholdet den 14. februar 2018, offentliggjorde Mille Dinesen, at hun venter sit første barn til august. Hun blev mor til sønnen Eddie d. 17. august 2018.